# Prix de la Feuille verte
Le prix de la Feuille verte est lancé en décembre 2014 et depuis 2015, chaque année une ville européenne est récompensée par la Commission européenne d'un prix de la Feuille verte. Cette initiative encourage les petites villes à prendre en compte l'environnement dans leurs aménagements urbains
Parallèlement au prix de la Capitale verte de l’Europe décerné aux villes de 200 000 habitants, ce prix vise à promouvoir l'écologie auprès des petites villes.

« Le prix de la Feuille verte récompense la volonté d’obtenir de meilleurs résultats environnementaux, en mettant l'accent sur la croissance verte et la création d’emplois »

— Karmenu Vella, Commissaire européen à l'environnement
.

## Critères
Le prix est décerné chaque année à une ville qui :
- présente un bon bilan environnemental et s'engage en faveur de la croissance verte ;
- cherche activement à renforcer la conscience écologique des citoyens ;
- joue un rôle d'« ambassadeur vert » pour encourager d'autres villes à viser un meilleur développement urbain durable.

Concrètement, les candidats sont évalués sur la base de six indicateurs : le changement climatique et les performances énergétiques, la mobilité urbaine, la biodiversité et l'utilisation des terres, la qualité de l'air et de l'environnement acoustique, la gestion des déchets et l'économie verte et l'eau et la gestion des eaux usées.

## Villes lauréates

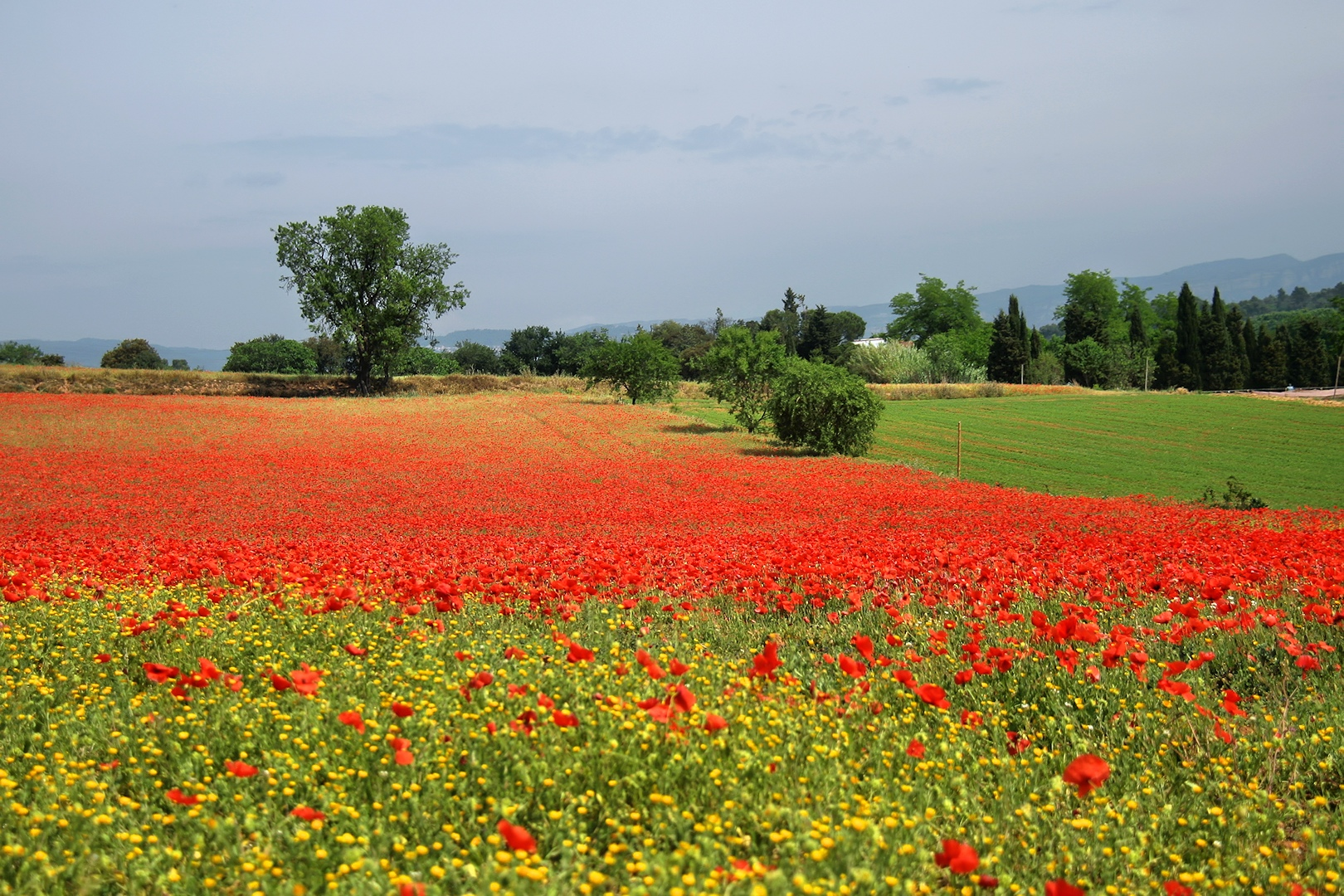
Parc à Mollet del Vallès, première ville à co-obtenir le prix.

- 2016 :  Mollet del Vallès et  Torres Vedras - Les deux villes ont été récompensées en juin 2015 par le commissaire européen chargé de l'environnement, Karmenu Vella[3].
- 2017 :  Galway[4]
- 2018 :  Louvain et  Växjö[5]
- 2019 :  Cornellà de Llobregat et  Horst aan de Maas[6]
- 2020 :  Limerick et  Malines[7]
- 2021 :  Gabrovo et  Lappeenranta[8]
- 2022 :  Valongo et  Winterswijk[9]
- 2024 :  Elseneur et  Velenje
- 2025 :  Trévise et  Viladecans
- 2026 :  Vaasa et  Águeda

## Compléments